# BIA (Fernsehserie)
BIA ist eine argentinische Telenovela, die im Auftrag von Disney Channel Lateinamerika in Zusammenarbeit mit Disney Channel Europe, Middle East & Africa entstand, und von den Produktionsfirmen Non Stop Producciones und Pegsa Group umgesetzt wurde. Die Erstausstrahlung erfolgte am 24. Juni 2019 auf dem Disney Channel in Lateinamerika.

## Handlung
Die Handlung konzentriert sich auf die 16-jährige Beatriz „Bía“ Urquiza, ein Mädchen, welches gerne zeichnet. Als Bía noch sehr jung war, liebte sie es mit ihrer älteren Schwester Helena gemeinsam zu musizieren. Helena war selbst Sängerin und Mitglied in der Band „MoonDust“, zu der auch ihr Freund Víctor Gutiérrez und sein kleiner Bruder Lucas gehörten. Eines Tages geriet die Band in einen Verkehrsunfall, bei welchen Lucas und augenscheinlich Helena starben, und den Víctor überlebte, der fortan querschnittsgelähmt ist sowie im Rollstuhl sitzen muss. Zehn Jahre später leidet Bía noch immer unter den Verlust ihrer Schwester, aber auch die beiden Familien Urquiza und Gutiérrez können nicht mit den Tod ihrer Kinder bzw. Geschwister voll und ganz abschließen. Ebenfalls herrscht seit dieser Zeit eine Feindschaft zwischen den beiden Familien, besonders die Gutiérrez haben es auf die Urquiza abgesehen, weil diese Helena die Schuld für den Unfall geben.
Die Situation eskaliert weiter, als sich Bía und Manuel ineinander verlieben, da Manuel der Cousin von Víctor und Alex Gutiérrez ist. Während ihre Liebe auf wenig Zustimmung innerhalb ihrer Familien stößt, versuchen beide das Beste aus der Situation zu machen und für ihre Liebe zu kämpfen. Doch unter anderem Alex setzt alles daran, die beiden auseinander zubringen, und macht ihnen das Leben zur Hölle. Unterstützung finden sie bei ihren Freunden und bei Víctor, der mit Manuel aus seiner Familie am besten zurechtkommt, genau dasselbe andersherum. Nebenbei taucht eine mysteriöse junge Frau namens Ana in der Residenz Kunst auf, die eine Verbindung zu den Geschehnissen in der Vergangenheit hat. Zugleich zeigt sich, dass es innerhalb der Familie Gutiérrez einige Geheimnisse und Intrigen gibt.

## Figuren
Bia ist sechzehn Jahre alt und lebt mit ihrer Mutter Alice und ihrem Vater Mariano zusammen. Kreativ, proaktiv, einfallsreich, direkt und zielstrebig. Bia nutzt jede Gelegenheit, um sich durch ihre Zeichnungen auszudrücken und teilt ihre Kreationen in den sozialen Medien. Zusammen mit ihren Eltern Mariano und Alice hat sie ihr Leben zwischen Argentinien und Brasilien verbracht. Bia hatte eine starke Verbindung zu ihrer Schwester Helena, die nicht mehr in ihrem Leben ist und die ihre Leidenschaft für Gesang und Musik weitergab. Aufgrund der Abwesenheit ihrer Schwester hat Bia nicht wieder gesungen und behielt ihre Liebe zur Musik für sich, um die besondere Bindung, die sie mit Helena teilte, intakt zu halten. 
Manuel ist zwischen achtzehn und neunzehn Jahre alt. Er ist der Cousin von Alex und Victor. Er ist in sich gekehrt und spricht nur, wenn er etwas Wichtiges zu sagen hat. Sensibilität, Kreativität und Güte sind die Eigenschaften, die ihn am besten definieren. Er hilft Alex gerne bei der Erstellung seiner Videos, ist aber nicht daran interessiert, im Internet berühmt zu werden. Seine wahre Leidenschaft ist Musik, aber er hilft Alex auch gerne hinter der Kamera. Er hat keine geregelte musikalische Ausbildung und lernte das Klavierspielen durch das Anschauen von Tutorials.
Chiara ist sechzehn Jahre alt. Bia, Celeste und Chiara sind beste Freundinnen. Sie denkt nicht an die Zukunft, sie macht keine Pläne, sie tut nur das, was ihr Interesse weckt und denkt, dass wir die Gegenwart genießen müssen. Ihr Motto lautet: Dinge hier und jetzt genießen. Sie ist ungestüm, ein bisschen verrückt, einfach und sensibel. Sie hat kein Gefühl für Gefahr oder Angst vor Spott. Sie ist ein reiner instinktiver Freigeist. Ihre Persönlichkeit ergänzt die von Celeste und das lässt sie sehr gut zusammenarbeiten, obwohl ihre Unterschiede manchmal Spannungen zwischen ihnen erzeugen. Gemeinsam träumen sie davon, eine musikalische Gruppe zu gründen.
Celeste ist sechzehn Jahre alt. Sie ist eine von Bias besten Freundinnen und sie kennen sich seit ihrer Kindheit. Sie liebt die Wissenschaft und ist eine Intellektuelle. Sie ist auch sehr verantwortungsbewusst, analytisch und fokussiert. Celeste denkt immer an die Zukunft, reflektiert und schmiedet Pläne. Es fällt ihr schwer, die Gegenwart zu genießen, sich zu entspannen und Spaß zu haben. Sie muss alles rationalisieren und auch bei Fragen wissenschaftliche Hypothesen aufstellen. Sie ist die Perfektionistin und sehr anspruchsvoll und sie gerät in Panik, ihr Herz zu öffnen und sich verletzlich zu zeigen. Deshalb gibt sie sich ein schreckliches Maß, um sich zu verlieben.
Alex ist zwischen achtzehn und zwanzig Jahre alt. Er ist Victors Bruder und Manuels Cousin. Er hat immer gerne Aufmerksamkeit erregt, zuerst von seiner Familie und jetzt von seinen Anhängern. Er ist gewinnend, verführerisch, egozentrisch und ehrgeizig. Sein größter Wunsch ist es, in den sozialen Medien an die Spitze der Popularität zu gelangen. Um es besser zu machen, ist er bereit, alles zu tun, was nötig ist. um eine lustige und theatralische Persönlichkeit zu sein, macht er gerne Witze und lacht über andere.
Carmín ist zwischen zwanzig und zweiundzwanzig Jahre alt. Als einer der wichtigsten Influencer von Laix das bekannteste Netzwerk von Webstars. Sie ist ein echter Star der digitalen Welt. Auf ihrem Kanal, einem der beliebtesten in den sozialen Medien, berät sie nicht nur bei der Auswahl der besten Kombination und den neuesten Modetrends, sondern teilt zur Freude und Faszination ihrer bedingungslosen Fans auch Details aus ihrem Privatleben. Sie kann Misserfolge nicht ertragen, weil ihr immer alles gelungen ist, was sie sich vorgenommen hat.
Pixie ist zwischen zwanzig und dreiundzwanzig Jahre alt. Sie leitet El Fundom und erfüllt ihre Rolle mit großer Verantwortung und Effizienz. Sie ist Expertin für Digitaltechnik-Kameras, Beleuchtung und Schnitt und liebt es, Teenagern dabei zu helfen, ihre Videos zu verbessern. Ruhig und aufmerksam durchbricht sie mit ihrem Stil Geschlechterstereotypen.
Daisy ist zwischen achtzehn und zwanzig Jahre alt. Sie ist eine hochtalentierte Tänzerin, die den Rhythmus im Blut trägt. Wenn die Musik ertönt, kann sie nicht anders, als zu tanzen. Sie erstellt gerne Videos mit Tanz-Tutorials und Choreografien. Sie ist leidenschaftlich, impulsiv, Vehement, unsicher, sehr nett und kommunikativ, manchmal im Übermaß. Ihre Eltern waren so aufregend, dass sie das Gefühl hatte, sie sei nie gut genug. Daisy hat zu allem eine romantische Seite und ist ein bisschen naiv. Sie lebt in der Residenz Kunst, wo sie eine große Freundschaft mit Thiago und Pietro knüpft.
Jhon ist zwischen achtzehn und zweiundzwanzig Jahre alt. Er liebt Mode, und obwohl er auf den ersten Blick oberflächlich und egoistisch ist, kann er liebenswert und charmant sein, wenn er seine Konkurrenzseite vergisst. Spontan und sehr direkt sagt er immer, was er denkt, ohne zu viel über die Konsequenzen nachzudenken. Er ist ständig auf der Suche nach neuen und anregenden Erfahrungen und geht mit einem Sampler überall hin, falls musikalische Inspiration aufkommen sollte. Er liebt es zu singen, zu tanzen und alles andere, was sofort Freude bereitet.
Mara ist zwischen achtzehn und zwanzig Jahre alt. Sie ist Carmins persönliche Assistentin und hilft ihr bei der Produktion ihrer Videos. Ordentlich, methodisch und gehorsam folgt sie jeder ihrer Wünsche und Launen. Tief in ihrem Inneren verbirgt sie jedoch eine gefährliche, berechnende und strategische Persönlichkeit. Mara ist Expertin für die neuesten Trends und viel intelligenter als sie scheint. Ihr Nail Art-Kanal MStyle wird immer beliebter.
Jandino ist ein renommierter Sänger und Songwriter. Er konzentriert sich sehr auf seine professionelle Karriere und nutzt das Internet als Vehikel, um seine Musik der Welt bekannt zu machen. Als Teil von Laix konnte er seine Karriere weiterentwickeln und hat ihm einen höheren Status als Star in der digitalen Welt verschafft. 
Guillermo ist zwischen 23 und 26 Jahre alt. Er ist Marcos’ rechte Hand in Laix und wird ständig von seinem Chef misshandelt und gedemütigt. Er wagt es nicht, Marcos zu konfrontieren, also muss er in der Regel den Kopf senken und Befehle befolgen. von der Tyrannei von Marcos gepackt und gezwungen, nutzlose Aufgaben zu erfüllen, wird sein Talent wie verrückt vergeudet. Er denkt, dass er, wenn er eine Chance hätte, großartige Dinge tun würde, und das macht ihn nachtragend, gemein und streitsüchtig. Marcos’ Einschüchterung machte Guillermo zu einem gefährlichen Unruhestifter.
Marcos ist zwischen 25 und 30 Jahre alt. Er ist der ehrgeizige und skrupellose CEO von Laix, dem beliebtesten Netzwerk von Webstars. cool, despot, immer topmodisch und ein bisschen exzentrisch. Marcos ist ein ewiger Teenager, der Junkfood, Spaß und zwanghaften Konsum liebt. Er nutzt sein Charisma, um die besten Influencer für Laix zu gewinnen.
Helena ist siebenundzwanzig Jahre alt. Sie ist Bias Schwester und sie war ihre lustige und intelligente Mentorin, die immer alles erreichte, was sie vorschlug. Dank Helena entdeckte Bia ihre Leidenschaft für Musik und Gesang. Sie haben zusammen gesungen und sich sehr gut verstanden. Sie hatten eine sehr enge Beziehung und verbrachten trotz des Altersunterschieds viel Zeit miteinander. Helena war Teil einer Musikband mit ihrem Freund Victor und Lucas, seinem Bruder, sie und Victor waren die Autoren der Musik und der Texte aller Lieder.
Thiago ist zwischen 24 und 26 Jahre alt. Er ist ein sehr aktiver und ausdauernder Athlet. Seine Hauptliebe ist Basketball und Gitarre zu spielen. Er stammt aus einer wohlhabenden Familie und ist Einzelkind. Nach dem Tod seiner Mutter muss Thiago von vorne anfangen und beschließt, nach Buenos Aires zu ziehen, um die Kunst Residence zu übernehmen, ein wichtiges Herrenhaus, das seiner Familie gehört und zu dem seine Mutter eine besondere Zuneigung hatte, dort schloss er eine große Freundschaft mit Pietro und Daisy, die mit ihm arbeiten und leben.
Pietro ist zwischen achtzehn und einundzwanzig Jahre alt. Er studiert Jura, aber seine Leidenschaften sind Gastronomie und Humor. Er hat immer einen klugen Kommentar oder ironischen Witz im Ärmel. Er lebt in der Kunst Residence, wo er für Thiago und Daisy kocht. Er findet immer geniale Kommentare und postet sarkastische Witze in den sozialen Medien (die sehr wenig Aufmerksamkeit bekommen). Er möchte, dass sich das ändert und sucht immer noch nach seiner Identität im Netz (und abseits davon).
Victor ist zwischen siebenundzwanzig und achtundzwanzig Jahren alt. Er ist Alex’ älterer Bruder und Manuels Cousin. Nach einem Verkehrsunfall sitzt er im Rollstuhl und konnte trotz 10 Jahren emotional nicht mehr reagieren. Victor ist ruhig und zurückgezogen, aber nach und nach gewinnt er seine Energie, Leidenschaft und Lebenswille zurück und nimmt seine große Leidenschaft für die Musik wieder auf.
Aillén ist achtzehn Jahre alt. Sie ist Expertin für soziale Netzwerke, es gibt keine Daten, News, Hashtags, Events oder Influencer, die sie nicht kennt. Sie ist auch der größte Fan von Alex. Durch ein Gefolge von Assistenten wie Valeria und Julia weiß sie alles, was in El Fundom passiert. 
Alice ist zwischen fünfundvierzig und fünfzig Jahre alt. Ist die Mutter von Bia und Helena. Im Gegensatz zu Mariano erinnert sich Alice täglich an ihre Tochter Helena und drückt ständig den Schmerz, den sie fühlt. Umfassend, komplex und empfindlich, hat sie eine sehr gute Beziehung zu Bia und ihren Freunden. Sie ist Psychologin.
Mariano ist zwischen 45 und 50 Jahre alt, arbeitet im Bau und macht sich im Geschäft sehr gut. Er hat ein gutes Herz, aber es fällt ihm schwer, seine Gefühle auszudrücken. Er ist der Vater von Bia und Helena. Der Schmerz, den er wegen der Abwesenheit von Helena empfindet, zerfrisst ihn innerlich, also hat er eine Hülle geschaffen, um zu versuchen, seinen Verlust zu vergessen und nicht auseinander zu fallen. 
Antonio ist zwischen fünfundvierzig und fünfzig Jahre alt. Er ist der Vater von Lucas, Victor und Alex. Obwohl er Warm scheint und seiner Familie nahe, versteckt Antonio tatsächlich ein schreckliches Geheimnis und manipuliert seine Lieben, um es zu vertuschen. Er ist bereit, alles zu tun, damit seine Lügen nicht ans Licht kommen.
Paula ist zwischen fünfundvierzig und fünfzig Jahre alt. Sie ist die Mutter von Lucas, Victor und Alex. Seit Victors Unfall widmet sie sich ausschließlich der Pflege ihres Sohnes. Sie kann das Leiden der Vergangenheit nicht hinter sich lassen und das hat sie zu einer frustrierten und gehässigen Person gemacht. Paula leidet unter der Bürde Eines Anderen Geheimnisses von Antonio.

## Besetzung

### Hauptdarsteller
| Rollenname                    | Nationalität | Schauspieler        | Staffel | Folgen |
| ----------------------------- | ------------ | ------------------- | ------- | --- |
| Beatriz "Bía" Urquiza         | Brasilien    | Isabela Souza       | 1–2     | 1–120 |
| Manuel Quemola                | Spanien      | Julio Peña          | 1–2     | 1–120 |
| Alex Gutiérrez                | Argentinien  | Guido Messina       | 1–2     | 1–120 |
| Carmín Laguardia              | Mexiko       | Andrea de Alba      | 1–2     | 1–120 |
| Celeste Quinterro             | Argentinien  | Agustina Palma      | 1–2     | 1–120 |
| Chiara Callegri               | Italien      | Giulia Guerrini     | 1–2     | 1–120 |
| Daisy Durant                  | Argentinien  | Micaela Díaz        | 1–2     | 1–87, 89–120 |
| Pietro Benedetto              | Argentinien  | Alan Madanes        | 1–2     | 1–4, 6–19, 21–120 |
| Jhon Caballero                | Kolumbien    | Luis Giraldo        | 1       | 1–59 |
| Mara Morales                  | Mexiko       | Julia Argüelles     | 1–2     | 1–120 |
| Isabel “Pixie” Ocaranta       | Kolumbien    | Daniela Trujillo    | 1–2     | 1–16, 18–28, 30–31, 33–41, 44–82, 84–98, 100–106, 108–120                                                                                    |
| Guillermo Ruíz                | Venezuela    | Esteban Velásquez   | 1–2     | 1–11, 13–19, 21–32, 34–38, 40–44, 46–48, 50–120                                                                                              |
| Marcos Golden                 | Argentinien  | Rodrigo Rumi        | 1–2     | 1–32, 34–54, 56–120 |
| Ana da Silva / Helena Urquiza | Brasilien    | Gabriella Di Grecco | 1–2     | 1–120 |
| Víctor Gutiérrez              | Argentinien  | Fernando Dente      | 1–2     | 3–9, 11–120 |
| Thiago Kunst                  | Brasilien    | Rhener Freitas      | 1–2     | 1–3, 6–83, 85–120 |
| Jandino                       | Ecuador      | Jandino             | 1–2     | 1–2, 4, 10, 16, 19, 22, 27, 30–35, 38–40, 42–76, 78–81, 83–88, 90–96, 98–113, 115–120                                                        |
| Aillén                        | Argentinien  | Valentina González  | 1–2     | 41, 44–56, 58, 60–61, 63–70, 73, 76–78, 80–85, 87, 90–97, 99, 101–109, 111–120                                                               |
| Paula Gutiérrez               | Argentinien  | Mariela Pizzo       | 1–2     | 1–6, 11, 13–22, 24–25, 27–35, 37–58, 60–75, 78–80, 82–89, 91–102, 105–110, 112–120                                                           |
| Alice Urquiza                 | Brasilien    | Estela Ribeiro      | 1–2     | 1–3, 5–8, 10–23, 25–27, 31–32, 34–35, 37, 39–40, 42–44, 47, 52–53, 56–59, 61, 63–70, 72, 75, 77, 79–84, 86–92, 94, 97, 102–109, 111–112, 118 |
| Mariano Urquiza               | Argentinien  | Alejandro Botto     | 1–2     | 1, 3, 5–8, 10–16, 19–22, 24, 31–32, 34–35, 37, 40, 43–44, 51–53, 57–59, 61, 63–70, 72, 77, 79–89, 98, 103–107, 111–112                       |
| Antonio Gutiérrez             | Argentinien  | Sergio Surraco      | 1–2     | 4–6, 10–22, 24–45, 47–58, 60–67, 69–104, 106–119                                                                                             |
| Luan                          | Brasilien    | André Lamoglia      | 2       | 62–90, 110–120 |

### Nebendarsteller
| Rollenname                   | Nationalität | Schauspieler          | Staffel |
| ---------------------------- | ------------ | --------------------- | ------- |
| Jazmín Carvajal              | Argentinien  | Katja Martínez        | 1       |
| Beatriz "Bía" Urquiza (jung) | Argentinien  | Florencia Tassara     | 1–2     |
| Lucas Gutiérrez              | Argentinien  | Nicolás Domini        | 1–2     |
| Charly                       | Argentinien  | Sebastian Sinnott     | 1–2     |
| Milo                         | Argentinien  | Santi Sapag           | 1–2     |
| Hugo Landa "Indy House"      | Argentinien  | Simón Tobías          | 1–2     |
| Lucía Quemola                | Spanien      | Mirela Payret         | 1–2     |
| Florencia                    | Mexiko       | Ana Carolina Valsagna | 1       |
| Marcelo                      | Argentinien  | Facundo Gambandé      | 1–2     |
| Luciana                      | Argentinien  | Mariana Redi          | 1–2     |
| Soledad                      | Argentinien  | Nicole Luis           | 1–2     |
| Uma                          | Argentinien  | Neyra Mariel          | 1–2     |
| Valeria                      | Argentinien  | Camila Vaccarini      | 1–2     |
| Julia                        | Argentinien  | Ana Waisbein          | 1       |
| Chloe                        | Argentinien  | Daniela Améndola      | 1       |
| Camila                       | Argentinien  | Lourdes Mancilla      | 1       |
| Claudio                      | Argentinien  | Mariano Muente        | 1       |
| Olivia                       | Peru         | Ximena Palomino       | 1       |
| Delfina Delfi Alzamendi      | Argentinien  | Malena Ratner         | 2       |
| Juan                         | Argentinien  | Maximiliano Sarramone | 2       |
| Alana                        | Brasilien    | Hylka Maria           | 2       |
| Trish                        | Argentinien  | Macarena Suárez       | 2       |
| Zeta Benedetto               | Argentinien  | Felipe González Otaño | 2       |
| Julián                       | Argentinien  | Alfonso Burgos        | 2       |
| Carlos Benedetto             | Argentinien  | Leo Trento            | 2       |

### Gastdarsteller
| Nationalität | Schauspieler         | Staffel |
| ------------ | -------------------- | ------- |
| Kolumbien    | Sebastián Villalobos | 1       |
| Argentinien  | Kevsho               | 1       |
| Kolumbien    | Daniela Calle        | 1       |
| Kolumbien    | María José Garzón    | 1       |
| Argentinien  | Facu Rodriguez Casal | 1–2     |
| Argentinien  | Gian Pablo           | 1       |
| Kolumbien    | Mario Ruíz           | 1       |
| Frankreich   | Clara Marz           | 2       |
| Argentinien  | Agustín Bernasconi   | 2       |
| Argentinien  | Maxi Espindola       | 2       |
| Spanien      | Paula Etxeberria     | 2       |
| Spanien      | Aitana Etxeberria    | 2       |
| Kolumbien    | Paula Galindo        | 2       |

## Ausstrahlung
Lateinamerika
Die Erstausstrahlung der ersten Staffel erfolgte vom 24. Juni 2019 bis zum 8. November 2019 auf dem Disney Channel in Lateinamerika. Die Erstausstrahlung der zweiten Staffel erfolgte vom 16. März 2020 bis zum 24. Juli 2020 auf dem Disney Channel in Lateinamerika.
Deutschland
Ein Termin für eine deutschsprachige Erstausstrahlung der Telenovela ist zurzeit nicht bekannt.

### Übersicht
| Staffel | Episoden | Episoden | Erstausstrahlung Lateinamerika | Erstausstrahlung Lateinamerika | Erstausstrahlung Deutschland | Erstausstrahlung Deutschland |
| Staffel | Episoden | Episoden | Staffelauftakt                 | Staffelfinale                  | Staffelauftakt               | Staffelfinale                |
| ------- | -------- | -------- | ------------------------------ | ------------------------------ | ---------------------------- | ---------------------------- |
| 1       | 60       | 20       | 24. Juni 2019                  | 19. Juli 2019                  | TBA                          | TBA                          |
| 1       | 60       | 20       | 19. August 2019                | 13. September 2019             | TBA                          | TBA                          |
| 1       | 60       | 20       | 14. Oktober 2019               | 8. November 2019               | TBA                          | TBA                          |
| 2       | 60       | 40       | 16. März 2020                  | 8. Mai 2020                    | TBA                          | TBA                          |
| 2       | 60       | 20       | 29. Juni 2020                  | 24. Juli 2020                  | TBA                          | TBA                          |

### Internationale Ausstrahlung

#### Staffel 1
| Land | Sender                       | Premiere           | Finale           | Ausstrahlungstitel | Ref.          |
| --- | ---------------------------- | ------------------ | ---------------- | ------------------ | ------------- |
| Argentinien Bolivien Chile Kolumbien Kuba Costa Rica Ecuador El Salvador Guatemala Haiti Honduras Nicaragua Mexiko Panama Paraguay Peru Dominikanische Republik Uruguay Venezuela | Disney Channel Lateinamerika | 24. Juni 2019      | 8. November 2019 | BIA                | [ 2 ] [ 3 ]   |
| Brasilien | Disney Channel Brasilien     | 24. Juni 2019      | 8. November 2019 | BIA                | [ 6 ] [ 7 ]   |
| Spanien | Disney Channel Spanien       | 16. September 2019 | 2. Januar 2020   | BIA                | [ 8 ] [ 9 ]   |
| Italien | Disney Channel Italien       | 23. September 2019 | 14. Februar 2020 | BIA                | [ 10 ] [ 11 ] |
| Portugal | Disney Channel Portugal      | 7. Oktober 2019    | 9. Juni 2020     | BIA                | [ 12 ] [ 13 ] |
| Israel | Disney Channel Israel        | 3. November 2019   | 23. Januar 2020  | ביה                | [ 14 ] [ 15 ] |
| Tschechien Slowakei | Disney Channel Tschechien    | 4. November 2019   | 1. Mai 2020      | BIA                |               |
| Ungarn | Disney Channel Ungarn        | 4. November 2019   | 1. Mai 2020      | BIA                |               |
| Rumänien | Disney Channel Rumänien      | 4. November 2019   | 1. Mai 2020      | BIA                |               |
| Bulgarien | Disney Channel Bulgarien     | 4. November 2019   | 1. Mai 2020      | Биа                |               |
| Polen | Disney Channel Polen         | 11. November 2019  | 1. Mai 2020      | BIA                |               |
| Frankreich | Disney Channel Frankreich    | 6. Januar 2020     | 16. April 2020   | BIA                | [ 16 ] [ 17 ] |
| Belgien | Disney Channel Belgien       | 6. Januar 2020     | 27. März 2020    | BIA                | [ 18 ]        |
| Niederlande | Disney Channel Niederlande   | 6. Januar 2020     | 27. März 2020    | BIA                | [ 19 ]        |

#### Staffel 2
| Land | Sender                       | Premiere          | Finale             | Ausstrahlungstitel | Ref.          |
| --- | ---------------------------- | ----------------- | ------------------ | ------------------ | ------------- |
| Argentinien Bolivien Chile Kolumbien Kuba Costa Rica Ecuador El Salvador Guatemala Haiti Honduras Nicaragua Mexiko Panama Paraguay Peru Dominikanische Republik Uruguay Venezuela | Disney Channel Lateinamerika | 16. März 2020     | 24. Juli 2020      | BIA                | [ 4 ] [ 5 ]   |
| Brasilien | Disney Channel Brasilien     | 16. März 2020     | 6. November 2020   | BIA                | [ 20 ]        |
| Spanien | Disney Channel Spanien       | 13. April 2020    | 23. Juli 2020      | BIA                | [ 21 ] [ 22 ] |
| Israel | Disney Channel Israel        | 5. Juli 2020      | 24. September 2020 | ביה                | [ 23 ]        |
| Portugal | Disney Channel Portugal      | 5. Oktober 2020   | 30. Juli 2021      | BIA                |               |
| Niederlande | Disney Channel Niederlande   | 2. November 2020  | 22. Januar 2021    | BIA                |               |
| Rumänien | Disney Channel Rumänien      | 2. November 2020  | 25. Januar 2021    | BIA                |               |
| Bulgarien | Disney Channel Bulgarien     | 2. November 2020  | 25. Januar 2021    | Биа                |               |
| Polen | Disney Channel Polen         | 9. November 2020  | 29. Januar 2021    | BIA                |               |
| Tschechien Slowakei | Disney Channel Tschechien    | 9. November 2020  | 2. Februar 2021    | BIA                |               |
| Ungarn | Disney Channel Ungarn        | 9. November 2020  | 2. Februar 2021    | BIA                |               |
| Belgien | Disney Channel Belgien       | 21. Dezember 2020 | TBA                | BIA                |               |
| Frankreich | Disney+                      | 5. März 2021      | 5. März 2021       | BIA                |               |
| Italien | Disney+                      | 21. Juli 2021     | 21. Juli 2021      | BIA                |               |

## Medien

### Musik
Die Telenovela wird von Songs begleitet, die extra für diese erstellt wurden, und auf Spanisch und Portugiesisch sind.

### Soundtracks

#### Así yo soy
Das Album Así yo soy erschien am 14. Juni 2019 in Lateinamerika. Zuvor wurde am 5. April 2019 das Lied Así yo soy als Single veröffentlicht.
| #  | Nr. | Titel                    | Interpret/en | Länge | Ref.   |
| -- | --- | ------------------------ | --- | ----- | ------ |
| 1  | 1.  | «Así yo soy»             | Isabela Souza, Cast von BIA | 2:54  | [ 25 ] |
| 2  | 2.  | «Arreglarlo bailando»    | Luis Giraldo, Jandino, Guido Messina                                                                                                 | 3:13  | [ 25 ] |
| 3  | 3.  | «Si vuelvo a nacer»      | Gabriella Di Grecco, Isabela Souza                                                                                                   | 3:25  | [ 25 ] |
| 4  | 4.  | «Fuerza interior»        | Micaela Diaz | 3:17  | [ 25 ] |
| 5  | 5.  | «Pedirle una estrella»   | Guido Messina | 3:15  | [ 25 ] |
| 6  | 6.  | «Cuéntales»              | Julio Peña, Isabela Souza | 3:23  | [ 25 ] |
| 7  | 7.  | «Tengo una canción»      | Giulia Guerrini, Agustina Palma, Isabela Souza                                                                                       | 2:56  | [ 25 ] |
| 8  | 8.  | «Gritarle al mundo»      | Julio Peña | 3:09  | [ 25 ] |
| 9  | 9.  | «Tu color para pintar»   | Isabela Souza | 3:03  | [ 25 ] |
| 10 | 10. | «Nadie nos va a parar»   | Jandino | 2:47  | [ 25 ] |
| 11 | 11. | «Lo que me hace bien»    | Guido Messina, Esteban Velásquez, Adan Madanes, Rodrigo Fernandez, Luis Giraldo, Fernando Dente, Rhener Freitas, Jandino, Julio Peña | 4:00  | [ 25 ] |
| 12 | 12. | «Dar la vuelta al mundo» | Gabriella Di Grecco | 2:57  | [ 25 ] |
| 13 | 13. | «Lo mejor comienza»      | Isabela Souza | 3:22  | [ 25 ] |
| 14 | 14. | «Primer amor»            | Fernando Dente | 3:20  | [ 25 ] |
| 15 | 15. | «Thumbs Up»              | Andrea de Alba | 3:31  | [ 25 ] |
| 16 | 16. | «Nada fue»               | Daniela Trujillo | 3:07  | [ 25 ] |
| 17 | 17. | «La vida te devuelve»    | Cast von BIA | 3:26  | [ 25 ] |
| 18 | 18. | «Déjame Decirte»         | Rhener Freitas | 3:41  | [ 25 ] |
| 19 | 19. | «Si tú estás conmigo»    | Cast von BIA | 4:01  | [ 25 ] |

#### Si vuelvo a nacer
Das Album Si vuelvo a nacer erschien am 8. November 2019 in Lateinamerika.
| #  | Nr. | Titel                              | Interpret/en                                   | Länge | Ref.   |
| -- | --- | ---------------------------------- | ---------------------------------------------- | ----- | ------ |
| 20 | 1.  | «Ven y te digo quien soy»          | Isabela Souza                                  | 2:27  | [ 27 ] |
| 22 | 2.  | «La última parada»                 | Julio Peña                                     | 2:02  | [ 27 ] |
| 23 | 3.  | «Voy por más»                      | Guido Messina                                  | 2:53  | [ 27 ] |
| 24 | 4.  | «Junto a tí»                       | Micaela Diaz, Alan Madanes                     | 2:32  | [ 27 ] |
| 25 | 5.  | «Cuando me besas»                  | Jandino                                        | 2:53  | [ 27 ] |
| 26 | 6.  | «Hasta el final»                   | Isabela Souza, Agustina Palma, Giulia Guerrini | 2:46  | [ 27 ] |
| 27 | 7.  | «Esto»                             | Gabriella Di Grecco, Fernando Dente            | 2:12  | [ 27 ] |
| 28 | 8.  | «Fuerza Interior»                  | Julia Argüelles                                | 3:17  | [ 27 ] |
| 29 | 9.  | «Te vengo a pedir perdón»          | Jandino                                        | 3:13  | [ 27 ] |
| 30 | 10. | «Cómo me ves»                      | Rodri Rumi, Andrea de Alba                     | 1:50  | [ 27 ] |
| 31 | 11. | «Lo mejor comienza» (auf Spanisch) | Isabela Souza                                  | 3:20  | [ 27 ] |
| 32 | 12. | «Si vuelvo a nacer» (auf Spanisch) | Isabela Souza, Gabriella Di Grecco             | 2:57  | [ 27 ] |

#### Grita
Das Album Grita erschien am 6. März 2020 in Lateinamerika.
| #  | Nr. | Titel                   | Interpret/en                                   | Länge | Ref.   |
| -- | --- | ----------------------- | ---------------------------------------------- | ----- | ------ |
| 33 | 1.  | «Grita»                 | Cast von BIA                                   | 3:07  | [ 28 ] |
| 34 | 2.  | «Sentirse bien»         | Isabela Souza                                  | 3:02  | [ 28 ] |
| 35 | 3.  | «¿Cuándo pasó?»         | Isabela Souza, Julio Peña                      | 3:28  | [ 28 ] |
| 36 | 4.  | «Aquí me encontrarás»   | Cast von BIA                                   | 3:56  | [ 28 ] |
| 37 | 5.  | «Dame un beso»          | Julio Peña                                     | 3:25  | [ 28 ] |
| 38 | 6.  | «Voy»                   | Cast von BIA                                   | 3:49  | [ 28 ] |
| 39 | 7.  | «Una vez más»           | Isabela Souza                                  | 3:05  | [ 28 ] |
| 40 | 8.  | «Los besos que te di»   | Guido Messina                                  | 3:18  | [ 28 ] |
| 41 | 9.  | «Voy por lo que quiero» | Isabela Souza, Agustina Palma, Giulia Guerrini | 3:33  | [ 28 ] |
| 42 | 10. | «Harta de ti»           | Julia Argüelles                                | 2:39  | [ 28 ] |
| 43 | 11. | «Déjate amar»           | Jandino                                        | 3:12  | [ 28 ] |
| 44 | 12. | «Karma»                 | Andrea de Alba                                 | 3:40  | [ 28 ] |

### Multimedia
Die Telenovela verfügt über Begleitmaterial, dass über Printmedien sowie über Multimediaplattformen veröffentlicht wird.

#### Instagram-Accounts
Die jugendlichen Hauptfiguren sowie ausgewählte Nebenfiguren und Institutionen aus der Serie besitzen einen eigenen Instagram-Account. Ebenfalls besitzt die Telenovela an sich offizielle Instagram-Accounts, die bisher in den Sprachen spanisch und portugiesisch abrufbar sind.
| Account von ...  | Accountname      | Link                                              |            |           |                                              |
| ---------------- | ---------------- | ------------------------------------------------- | ---------- | --------- | -------------------------------------------- |
| Account von ...  | Accountname      | Link                                              | Disney Bia | disneybia | offizieller Instagram-Account (auf Spanisch) |
| Disney Bia       | disneybia_br     | offizieller Instagram-Account (auf Portugiesisch) |            |           |                                              |
| Fundom           | fundom           | fundom                                            |            |           |                                              |
| Laix             | laix             | laix                                              |            |           |                                              |
| Bia              | artbia           | artbia                                            |            |           |                                              |
| Manuel Quemola   | manucomposer     | manucomposer                                      |            |           |                                              |
| Alex Gutiérrez   | soyalexok        | soyalexok                                         |            |           |                                              |
| Carmín Laguardia | carmin           | carmin                                            |            |           |                                              |
| Celeste          | musicceleste     | musicceleste                                      |            |           |                                              |
| Chiara           | musicchiarac     | musicchiaraC                                      |            |           |                                              |
| Daisy Durant     | daisydancer      | daisydancer                                       |            |           |                                              |
| Pietro Benedetto | pietrocook       | pietrocook                                        |            |           |                                              |
| Jhon Caballero   | jhoncaballerook  | jhoncaballerook                                   |            |           |                                              |
| Mara Morales     | mstyle           | mstyle                                            |            |           |                                              |
| Guillermo        | guillermo        | guillermo                                         |            |           |                                              |
| Marcos Golden    | likemarcosgolden | likemarcosgolden                                  |            |           |                                              |
| Víctor           | victor.gutrz     | victor.gutrz                                      |            |           |                                              |
| Jandino          | jandinotheone    | jandinotheone                                     |            |           |                                              |
| Aillén           | yosoyaillen      | yosoyaillen                                       |            |           |                                              |
| Thiago           | thiago_kunst     | thiago_kunst                                      |            |           |                                              |
| Pixie            | Pixie_D160       | Pixie_D160                                        |            |           |                                              |
| Julia            | juliasuperfan    | juliasuperfan                                     |            |           |                                              |
| Valeria          | valeriamegagente | valeriamegagente                                  |            |           |                                              |
| Milo             | milo.desings     | milo.desings                                      |            |           |                                              |
| Charly           | charly_slam23    | charly_slam23                                     |            |           |                                              |

## Bia: Un mundo al revés
Am 19. Februar 2021 wurde eine 91-minütige Spezialfolge unter dem Titel Bia: Un mundo al revés auf Disney+ in Lateinamerika veröffentlicht.
Handlung
Die Spezialfolge spielt in einem ausgedachten Paralleluniversum, in welchem sich die Geschehnisse der Telenovela entgegengesetzt abgespielt haben. Und so stellt sich die berühmte Frage: Was wäre, wenn? In dieser alternativen Welt sind die uns bekannten Charaktere genau das Gegenteil von dem, wie wir sie aus der Telenovela kennen. Die ehrgeizige und manipulative Bía führt mit dem galanten Manuel eine stürmische Beziehung, während der gutgläubige Alex durch ihre Verführungsspielereien an den Rand gedrängt wird. Die hasserfüllte Pixie und gleichzeitige heißblütige Besitzerin von Laix, beschließt, dass Fundom zu kaufen und es mit ihrem Netzwerk zu verschmelzen. Das ist für alle Seiten ein riesen Schock. Nun sind die Stammgäste des Fundom gezwungen, mit den Stars bei Laix zu leben, und andersherum. Die höchste Eskalationsstufe erreicht der Streit aber, als Pixie ein Konzert ankündigt, um die neue Ära einzuleiten. Dies führt zu allerlei Intrigen und Konflikten, vor allem zwischen Bía und Helena, die in dieser auf der Kopf gestellten Welt nicht nur Diven und Rivalinnen sind, sondern auch darum kämpfen, in der letzten Show die Headlinerin zu sein. 
Making-of
Ein 24-minütiges Making-of mit dem Titel Bia: Un mundo al revés - Making of zur Spezialfolge wurde am 5. März 2021 auf Disney+ in Lateinamerika veröffentlicht.